# Toán tử mô men động lượng
Trong cơ học lượng tử, toán tử mô men động lượng là một toán tử tương tự như mô men động lượng cổ điển. Nó quan trọng trong vật lý nguyên tử và các bài toán lượng tử khác có chứa đối xứng quay.

## Định nghĩa
Trong cơ học lượng tử, mô men động lượng được định nghĩa là động lượng - không như một đại lượng mà như một toán tử trên hàm sóng:
{\displaystyle \mathbf {L} =\mathbf {r} \times \mathbf {p} }
với r và p là toán tử vị trí và toán tử động lượng. Cụ thể, một hạt không có điện tích và không có spin, có toán tử động lượng, viết trong hệ cơ sở vị trí là:
{\displaystyle \mathbf {L} =-i\hbar (\mathbf {r} \times \nabla )}
với  là toán tử gradient. Đây là dạng thường gặp của toán tử mô men động lượng. Nó có các tính chất sau:
{\displaystyle [L_{i},L_{j}]=i\hbar \epsilon _{ijk}L_{k}}
{\displaystyle \left[L_{i},L^{2}\right]=0}
với {\displaystyle \epsilon _{ijk}} là ký hiệu Levi-Civita và, quan trọng hơn,
nó giao hoán với Hamiltonian của hạt không tích điện và không quay.
{\displaystyle \left[L_{i},H\right]=0}.
Tính chất giao hoán đầu là một ví dụ cho đại số Lie. Trong trường hợp này, đại số Lie là SU(2) hoặc SO(3), tức là nhóm quay 3 chiều. Tính chất giao hoán thứ hai cho thấy {\displaystyle L^{2}} là bất biến Casimir. Tính chất giao hoán thứ ba cho thấy mô men động lượng là một hằng số của chuyển động, và là một trường hợp riêng của phương trình Liouville cho cơ học lượng tử, hay chính xác hơn là định lý Ehrenfest.

## Trong hệ tọa độ cầu
Toán tử mô men động lượng thường xuất hiện trong các bài toán có đối xứng cấu trong hệ tọa độ cầu. Lúc đó, mô men động lượng được biểu diễn là:
{\displaystyle \ {\frac {1}{-\hbar ^{2}}}L^{2}={\frac {1}{\sin \theta }}{\frac {\partial }{\partial \theta }}\left(\sin \theta {\frac {\partial }{\partial \theta }}\right)+{\frac {1}{\sin ^{2}\theta }}{\frac {\partial ^{2}}{\partial \phi ^{2}}}}
Khi tìm trạng thái riêng của toán tử này, ta thu được
{\displaystyle L^{2}|l,m\rangle ={\hbar }^{2}l(l+1)|l,m\rangle }
{\displaystyle L_{z}|l,m\rangle =\hbar m|l,m\rangle }
với
{\displaystyle \langle \theta ,\phi |l,m\rangle =Y_{l,m}(\theta ,\phi )}
là các hàm cầu điều hòa.

## Trong vật lý cổ điển
Mô men động lượng trong cơ học cổ điển thỏa mãn tính chất giao hoán tương tự,
{\displaystyle \{L_{i},L_{j}\}=\epsilon _{ijk}L_{k}}
với {\displaystyle \{,\}} là móc Poisson.